# Убийство Мартина Лютера Кинга
Мартин Лютер Кинг-младший, американский правозащитник, был убит в городе Мемфис, штат Теннесси, 4 апреля 1968 года, в возрасте 39 лет. 10 июня 1968 года Джеймс Эрл Рей, совершивший побег из тюрьмы в Миссури, был арестован в лондонском аэропорту Хитроу, экстрадирован в США и обвинен в убийстве. 10 марта 1969 года Рей был признан виновным и приговорен к 99 годам заключения в окружной тюрьме штата Теннесси. Последующие попытки Рея оспорить решение и предстать перед комиссией присяжных не увенчались успехом, он умер в тюрьме 23 апреля 1998 года в возрасте 70 лет.

## До покушения
В марте 1968 года Кинг отправился в Мемфис, Теннесси, где он собирался поддержать забастовку темнокожих мусорщиков. Рабочие объявили стачку 11 февраля 1968 года в знак протеста против неравных зарплат и условий работы. В то время город платил чёрным рабочим значительно меньше, чем белым. Вдобавок, в отличие от своих белых коллег по работе, черные не получали плату, если оставались дома из-за плохой погоды, следовательно, чёрным рабочим приходилось работать и во время ливней и метелей.
3 апреля Кинг вернулся в Мемфис, чтобы произнести речь в Мейсоновском храме (штаб-квартира Церкви Бога во Христе). Его рейс в Мемфис был перенесен в связи с угрозой взрыва его самолета. В этот день Мартин Лютер Кинг произнес последнюю речь в своей жизни, также известную как «Я был на вершине горы». Ближе к концу своей речи он упомянул о угрозе его взрыва:
«И потом я отправился в Мемфис. И некоторые начали говорить об угрозах… или говорить об угрозах, которых не было. Что может со мной случиться из-за наших больных белых братьев?
Я не знаю, что случится сейчас. У нас впереди тяжелые дни. Но ко мне это не относится. Потому что я был на вершине горы. И меня это все не заботит. Как любой, я бы хотел прожить долгую жизнь. Долголетие значимо. Но я не думаю об этом сейчас. Я просто хочу выполнить волю Господа. Он разрешил мне подняться на вершину горы. И я огляделся. И увидел я землю обетованную. Я, возможно, не доберусь с вами до неё. Но я хочу, чтобы вы знали, что мы как народ доберемся до земли обетованной! И я так счастлив сегодня! И я ни о чём не волнуюсь! Я не боюсь никого. Мои очи узрели величие Бога!»

## Убийство

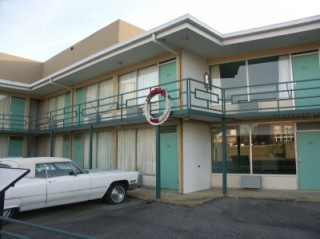
Мотель «Лорейн», где был убит Кинг. Сейчас в нём располагается Национальный музей гражданских прав

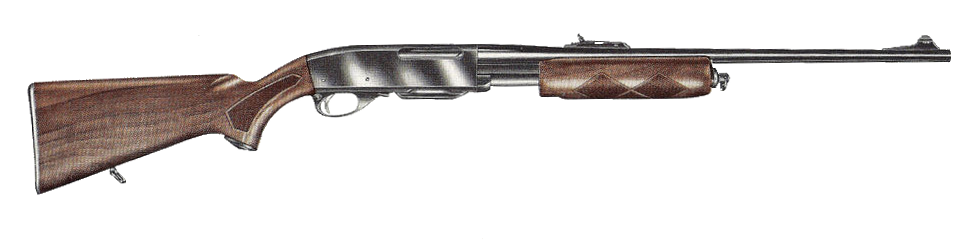
Винтовка Remington Model 760 — орудие убийства

Кинг забронировал номер 306 в мотеле «Лорейн» в Мемфисе, которым владел чернокожий предприниматель Уолтер Бейли (мотель был назван в честь его жены). Близкий друг и коллега Кинга, преподобный Ральф Девид Абернетли присутствовал при покушении.
Согласно биографу Тейлору Бранчу, последние слова Кинга были адресованы музыканту Бену Бранчу. Бранч должен был играть на концерте, который Мартин Лютер собирался посетить. Кинг сказал: «Бен, обязательно сыграй „Take My Hand, Precious Lord“ на сегодняшней встрече. Отыграй её по-настоящему хорошо».
В 18:01 по местному времени 4 апреля 1968 года, когда Мартин Лютер Кинг стоял на балконе второго этажа мотеля, перегнувшись через перила балкона, он был поражён единственной пулей. Пуля калибра 30.06, выпущенная из винтовки Remington Model 760, попала в нижнюю часть челюсти, затем прошла через правую часть шеи и глотку, повредив часть шеи так, что было видно позвоночник. Наконец, пройдя через спинной мозг и перебив яремную вену и основные артерии, остановилась в плече. Сила выстрела была такова, что с Кинга сорвало галстук. Кинг упал на балконе, истекая кровью. Стрельба велась из меблированных комнат на другой стороне улицы.
Кинг был срочно отправлен в госпиталь св. Иосифа, где врачи вскрыли его грудную клетку и провели прямой массаж сердца. Но ранения оказались несовместимыми с жизнью и в 19:05 была констатирована смерть.

## Последовавшие события

### Речь Роберта Кеннеди
Речь по поводу убийства была произнесена сенатором от штата Нью-Йорк Робертом Кеннеди (убитым 2 месяцами позднее), 4 апреля 1968 года. Роберт Кеннеди проводил кампанию по выдвижению от демократической партии на президентские выборы 1968 года и в этот день уже выступал в Нотердамском университете и университете Бола. Перед посадкой на самолет на Индианаполис, где он должен был произнести последнюю речь в своей кампании, он узнал, что на Кинга было совершено покушение. Он не знал, что ранение Кинга было смертельным до тех пор, пока самолет не сел в Индианаполисе.
Пресс-секретарь и спичрайтер быстро набросали речь для Роберта Кеннеди по поводу убийства, но Роберт отказался от их версии, и вместо неё произнес речь, которую сам написал во время полета. Незадолго до начала речи начальник полиции Индианаполиса проинформировал Роберта Кеннеди, что не сможет обеспечить должную охрану, но Роберт несмотря на это решил выступить. Его речь продолжалась всего 4 минуты и 57 секунд.
Он был первым, кто публично проинформировал людей о смерти Мартина Лютера Кинга, чем вызвал крики и вопли в толпе. Некоторые из помощников Роберта Кеннеди не исключали возможность того, что известие об убийстве Кинга может вызвать общественные беспорядки. Когда толпа затихла, Роберт Кеннеди признался, что он полон злости, особенно из-за того факта, что скорее всего убийца был белый и он полон тех же чувств, которые он испытывал после убийства своего брата, Джона Фицджеральда Кеннеди. Его помощники были удивлены такими заявлениями Роберта, так как он никогда не говорил о смерти брата. Роберт Кеннеди продолжил свою речь и заявил, что стране придется приложить усилия, чтобы «преодолеть эти достаточно сложные времена», и произнес цитату[какую?] из произведения греческого поэта Эсхила (его Роберт Кеннеди называл своим любимым автором). В заключение Роберт Кеннеди заявил, что страна нуждается в единстве темнокожего и белого населения, попросил собравшихся помолиться за семью Кинга и за страну и произнес ещё одну древнегреческую цитату «Давайте посвятим себя тому, о чем древние греки писали много веков назад: укрощению человеческой жестокости и построению мира доброго и спокойного»[какую?].

### Беспорядки
Убийство Мартина Лютера Кинга привело к волне беспорядков на территории всей страны, в более чем 60 городах. Спустя пять дней президент Линдон Джонсон объявил о введении национального дня скорби по умершим борцам за гражданские права. Мартин Лютер Кинг стал первым чернокожим гражданином США, по которому был объявлен национальный траур. Около 300 тысяч человек пришли на похороны Кинга. Вместо президента на похороны поехал вице-президент Хьюберт Хемфри. Сам президент был на встрече, посвященной войне во Вьетнаме, проходившей на военной базе Кэмп-Дэвид. Запись последней проповеди Кинга, которая прозвучала в Эбензерской баптиской церкви, была проиграна на его похоронах. В этой проповеди он просит не упоминать о его наградах и почестях на похоронах, но он хотел донести до людей то, что он пытался «накормить голодных», «одеть голых», «быть честным по вопросу войны во Вьетнаме» и «любить и служить человечеству». По просьбе Кинга, его хорошая подруга Махалия Джексон исполнила его любимый гимн «Take My Hand, Precious Lord» на его похоронах.
После убийства вопрос, связанный с забастовкой мусорщиков в Мемфисе, был улажен в пользу темнокожих рабочих.

#### Беспорядки в Вашингтоне
Вашингтонские беспорядки 4-8 апреля 1968 года были вызваны убийством Кинга. Волнения затронули более 110 городов по всей стране, в том числе такие крупные города, как Вашингтон, Чикаго и Балтимор.
Новые вакансии на государственной службе привлекли множество людей в начале 1960-х в Вашингтон. Районы, населенные черными из среднего класса, процветали. Несмотря на официальную отмену расовой сегрегации, некоторые кварталы Вашингтона оставались центрами деловой жизни исключительно темнокожих американцев.
Как только новость об убийстве Кинга распространилась в черных кварталах, люди стали выходить на улицы и собираться вместе. Спокойные вначале, толпы людей позднее вышли из-под контроля и начали громить и грабить магазины и бить стёкла.
Мэр города Уолтер Вашингтон приказал убрать последствия волнений и расчистить улицы к рассвету. Но к утру пятницы настроения в толпе оставались столь же воинственными. Произошло несколько столкновений между бунтующими и полицией. К полудню некоторые здания были подожжены, но пожарные не могли до них добраться из-за масштабных беспорядков.
Толпа из 20 000 человек ошеломила отряд полицейских численностью всего 100 человек. Президент Линдон Джонсон незамедлительно отправил на помощь около 13 600 федеральных военных. Морские пехотинцы установили на ступенях Капитолия пулеметы, а солдаты 3-й пехотной дивизии были отправлены на охрану Белого Дома. В один момент, 5 апреля, бушующая толпа находилась всего в двух кварталах от Белого Дома, но позже отступила. Мэр города ввел комендантский час и запрет на продажу алкоголя и оружия на территории города. До того момента, как беспорядки улеглись, в воскресенье, 8 апреля, погибли 12 человек (в большинстве из-за пожаров в домах), 1 097 человек были ранены и более 6 000 — арестованы. Было сожжено около 1 200 зданий, из которых около 900 — магазины.
Беспорядки нанесли серьёзный урон экономике Вашингтона. Вследствие многочисленных разрушений было потеряно множество рабочих мест, а цены на страховку взлетели до небывалой высоты, что в свою очередь вызвало рост цен на жилье. Уровень преступности в пострадавших кварталах стремительно вырос.

#### Беспорядки в Балтиморе
Погромы в Балтиморе начались на следующий день после убийства Кинга. Когда 6 апреля 1968 года они набрали силу, губернатор штата Мэриленд Спиро Т. Агню призвал тысячи бойцов Национальной Гвардии и около 500 полицейских Мериленда, дабы прекратить народные волнения. Когда стало понятно, что силы штата не в состоянии контролировать бунтующих, губернатор запросил федеральные войска у президента Джонсона. Существуют некоторые разногласия, было ли это все «бунтом», «народными волнениями» или же «восстанием». Безусловно, данные события последовали за убийством Мартина Лютера Кинга, но они также являлись доказательством сильного общественного недовольства негритянской части населения.
К вечеру воскресенья 5 тысяч воздушных десантников, военных инженеров и артиллеристов из 18 воздушно-десантного корпуса, расположенного в Форте Брэг, Северная Каролина, находились на улицах Балтимора. Большая часть военнослужащих прошли подготовку по управлению беспорядками, в том числе специальную снайперскую подготовку. Спустя 2 дня к ним присоединилась одна бригада легкой пехоты. С присутствием военных и полиции на улицах города, беспорядки начали затихать.
Ко времени окончания беспорядков было убито 6 человек, около 700 — ранены, 4500 человек было арестовано и было зафиксировано более тысячи поджогов. Более тысячи предприятий было разграблено или сожжено. Большинство из них больше никогда не открылись. Общий ущерб собственности составил около 13,5 миллионов долларов (по ценам 1968 года).
Одним из главных результатов погромов стало то, что публичная критика лидеров черных движений, которая была высказана губернатором Агню, не только вызвала сильное недовольство темнокожего населения и белых либералов, но привлекла внимание Ричарда Никсона, который искал кандидата на пост вице-президента для своей кампании по избранию в президенты США. В итоге Спиро Т. Агню стал вице-президентом США.

#### Беспорядки в Луисвилле
Массовые беспорядки в Луисвилле, Кентукки, связывают с убийством Кинга. 27 мая 1968 года толпа численностью около 400 человек, в основном темнокожие, собрались на углу 28 и Гринвуд, в квартале Паркленд. Этот перекресток, как и Паркленд в целом превратились в один из центров чёрного сообщества, так как местное отделение НАСПЦН открылось именно в этом районе.
Толпа протестовала против возможного восстановления практики белых офицеров[прояснить], которая была запрещена несколькими неделями ранее. Несколько лидеров сообщества сообщили собравшейся толпе, что не было достигнуто такого решения, и толпа начала расходиться. Несмотря на это по толпе начали распространяться слухи о том, что рейс представителя Координационного Комитета Студентов Против Насилия в Луизиану был намеренно отложен белыми (выяснилось, что это была ложь). После того, как толпа начала кидаться бутылками, протестующие окончательно вышли из под контроля. Несвоевременная и слабая реакция полиции ещё больше разозлила толпу, которая продолжала расти. Полиция, включая капитана, которому брошенной бутылкой разбили лицо, была вынуждена отступить, оставив после себя патрульную машину, которая была позднее перевернута и подожжена.
К полуночи погромщики разграбили несколько магазинов, перевернули несколько машин и устроили серию поджогов.
В течение часа мэр Кеннет Шмид запросил 700 военных из Национальной Гвардии Кентукки и установил в городе комендантский час. Жестокость и вандализм продолжали бушевать и на следующий день, но были подавлены к 29 мая. Владельцы магазинов начали в них возвращаться, несмотря на то, что войска находились в городе до 4 июня. Во время беспорядков было проведено 472 ареста. Двое черных подростков были убиты. Был причинен ущерб порядка 200.000 долларов.

## Задержание и суд над убийцей
Спустя два месяца после убийства Кинга, 10 июня 1968 года, подозреваемый в нём Джеймс Эрл Рей был задержан в лондонском аэропорту Хитроу во время того, как он пытался улететь из Англии в Анголу, Родезию или в Южную Африку, используя для этого поддельный канадский паспорт на имя Рамона Георга Снейда. Рей был незамедлительно экстрадирован в Теннесси и обвинен в убийстве Кинга. Там он признался в совершении преступления, хотя спустя 3 дня отрекся от своих слов.
По совету своего адвоката Рей пошел на сделку с правосудием и добровольно признал свою вину, благодаря чему избежал смертной казни (которая грозила бы ему, если бы он был изобличен в ходе судебного процесса). В итоге он был осужден на срок в 99 лет.
Рей уволил своего защитника, ссылаясь на то, что тот был частью правительственного заговора против него самого. Весь остаток своей жизни он провел в попытках оспорить свой приговор, но все эти попытки успехом не увенчались.

### Побег
Рей и ещё семеро заключенных сбежали из тюрьмы, расположенной в городе Петрос, Теннесси 10 июня 1977 года. Все сбежавшие были пойманы 13 июня и возвращены в тюрьму. К сроку Рея был добавлен ещё год за побег, так что в общем его срок составил 100 лет.

## Повторный судебный процесс
В 1997 году сын Кинга Декстер встретился с Реем и публично поддержал желание Рея добиться повторного слушания. Лойд Джоуверс, владелец ресторана в Мемфисе, был привлечен к гражданской ответственности по обвинению в том, что он являлся частью заговора по убийству Кинга, и семье Кинга было присуждено 100 тыс. долларов в качестве компенсации.
Доктор Вильям Пеппер оставался адвокатом Рея до момента смерти своего подзащитного и действовал от имени семьи Кинга. Семья выражала мнение, что Рей не был причастен к убийству Мартина Лютера Кинга.

## Заявления о заговоре
Ходили мнения, что Рей был использован как «козел отпущения» в этом деле, так же как Ли Харви Освальд был использован в деле об убийстве Джона Кеннеди. Одним из доводов сторонников версии заговора было то, что признательные показания Рея были получены под угрозой вынесения смертного приговора.
Многие также ссылались на неоднозначные результаты баллистической экспертизы винтовки, из которой предположительно был произведен роковой выстрел, которая не смогла точно доказать вину Рея и доказать то, что это оружие вообще было использовано при убийстве. Кроме того, люди, которые были с Кингом на момент покушения, заявляли, что выстрел был произведен с другой стороны, нежели утверждало следствие.

## В культуре
- В советском телефильме «Вашингтонский корреспондент» (1972) убийство Кинга и реакция американского общества на него показаны с точки зрения советского журналиста, работающего в США.
- В сериале «Секретные материалы» данное событие отображено в серии «Мечты Курильщика».

## Влияние
Убийство Мартина Лютера Кинга вдохновило американскую активистку антирасизма Джейн Эллиотт на создание эксперимента «Голубоглазые/Кареглазые», в котором участники разделялись на «привилегированную» и «угнетаемую» группы; эксперимент позволял участникам ощутить на себе негативный эффект дискриминации и продвигался в качестве стратегии по противодействию расизму.